# 王朝陽 (嘉靖進士)
王朝陽（1528年—1571年），字仰明，號熙宇，浙江寧波府慈谿縣人，民籍，明朝政治人物。

## 生平
嘉靖四十年（1561年）辛酉科浙江鄉試第六十一名舉人。嘉靖四十四年（1565年）中式乙丑科三甲第二百七十七名進士。吏部观政，四十五年八月授行人，隆慶三年（1569年）闰六月升工部主事，五年六月卒。

## 家族
曾祖王暹；祖父王仕；父王愷，封行人；母桂氏。
子王一麟、王一鹗。孫應星、復星、鼎星、彝星。